# Yom Ha'atzmaut
Yom Ha'atzmaut (en hebreo: יום העצמאות‎, «Día de la Independencia») es el día nacional de Israel en conmemoración de la Declaración de independencia del Estado de Israel en 1948, en la cual David Ben-Gurión proclamó el fin del Mandato Británico y el nacimiento del Estado de Israel. Debido a que Israel declaró su independencia el viernes 5 de Iyar — ה' באייר תש"ח de acuerdo al calendario judío o 14 de mayo de 1948 de acuerdo al calendario gregoriano — su celebración es realizada anualmente de acuerdo al calendario hebreo. Sin embargo, para evitar la profanación del sábado, se puede conmemorar uno o dos días antes o después del 5 de Iyar si cae demasiado cerca del Shabat. 
Yom Hazikaron (lit. Día del recuerdo), el día del recuerdo de los soldados caídos de Israel y de las víctimas del terrorismo, está programado para la noche anterior a Yom Ha'atzmaut con una serie de ceremonias y eventos oficiales que se celebran cada año en la Plaza del Monte Herzl, en Jerusalén. Las ceremonias incluyen un discurso del portavoz de la Knesset (Parlamento israelí), una espectacular representación, una marcha militar ritual de soldados portando la bandera de Israel, elaborando estructuras (tales como la Menorá judía, la Estrella de David, un número que representa la edad de Israel) y la ceremonia de encendido de las antorchas, donde los invitados encienden doce antorchas, una por cada una de las doce Tribus de Israel. Además, una docena de ciudadanos israelíes, que hicieron importantes contribuciones sociales a la sociedad en un área específica, es invitada a encender las antorchas.
En Yom Ha'atzmaut se realizan una serie de ceremonias y eventos oficiales, conjuntamente con las costumbres populares y los eventos que se han desarrollado a lo largo de los años. Por ser un día festivo, es aprovechado por los israelíes para llevar a cabo diversas actividades recreativas tales como picnics, asados, viajes y visitas a exposiciones de las Fuerzas de Defensa de Israel.

## Historia

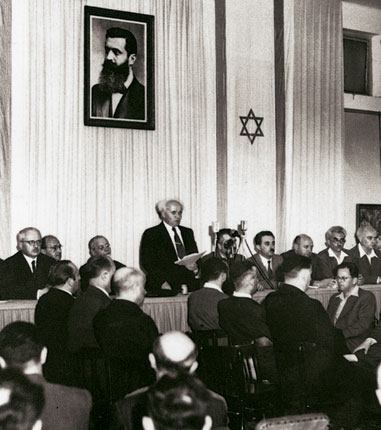
Declaración de independencia del Estado de Israel.

Yom HaAtzmaut se basa en la declaración del establecimiento del Estado de Israel por el liderazgo judío encabezado por el futuro Primer ministro David Ben-Gurion el 14 de mayo de 1948. El ambiente fuera de la casa de Ben-Gurion justo antes de la declaración fue alegre: 

"Los judíos de Palestina... estaban bailando porque estaban a punto de darse cuenta de lo que fue uno de los logros más notables e inspiradores de la historia de la humanidad: un pueblo que había sido exiliado de su tierra natal dos mil años antes, que había sufrido innumerables pogromos, expulsiones y persecuciones, pero que se habían negado a renunciar a su identidad, que, por el contrario, había fortalecido sustancialmente esa identidad, un pueblo que pocos años antes había sido víctima del mayor acto de asesinato en masa de la humanidad, matando a un tercio de los judíos del mundo, esa gente regresaba a casa como ciudadanos soberanos en su propio estado independiente".

 La independencia se declaró ocho horas antes del final del Mandato británico de Palestina, que debía finalizar el 15 de mayo de 1948.
El párrafo resolutivo de la Declaración del establecimiento del Estado de Israel del 14 de mayo de 1948 expresa la declaración en virtud de nuestro derecho natural e histórico y sobre la base de la resolución de la Asamblea General de las Naciones Unidas. El párrafo operativo concluye con las palabras de Ben-Gurion, donde declara el establecimiento de un estado judío en Eretz Israel, que se conocerá como el Estado de Israel. El nuevo estado fue rápidamente reconocido por los Estados Unidos de facto, la Unión Soviética, y muchos otros países, pero no por los estados árabes circundantes, que marcharon con sus tropas hacia el área del antiguo Mandato británico.

## Eventos

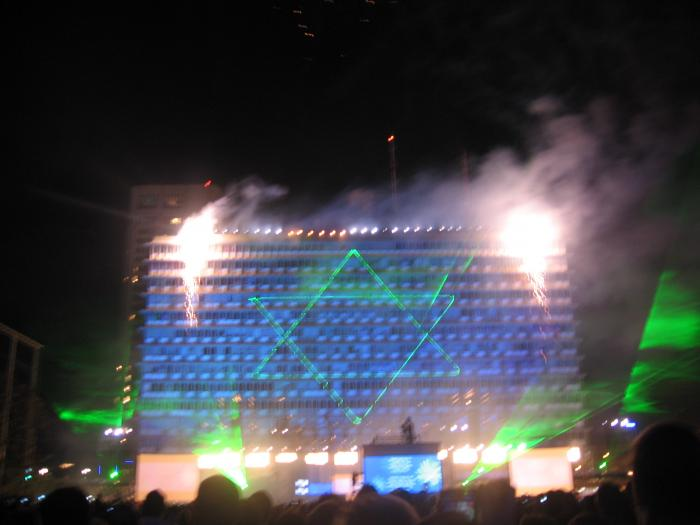
Celebraciones del Yom HaAtzmaut en la Plaza Rabin de Tel Aviv, 2008

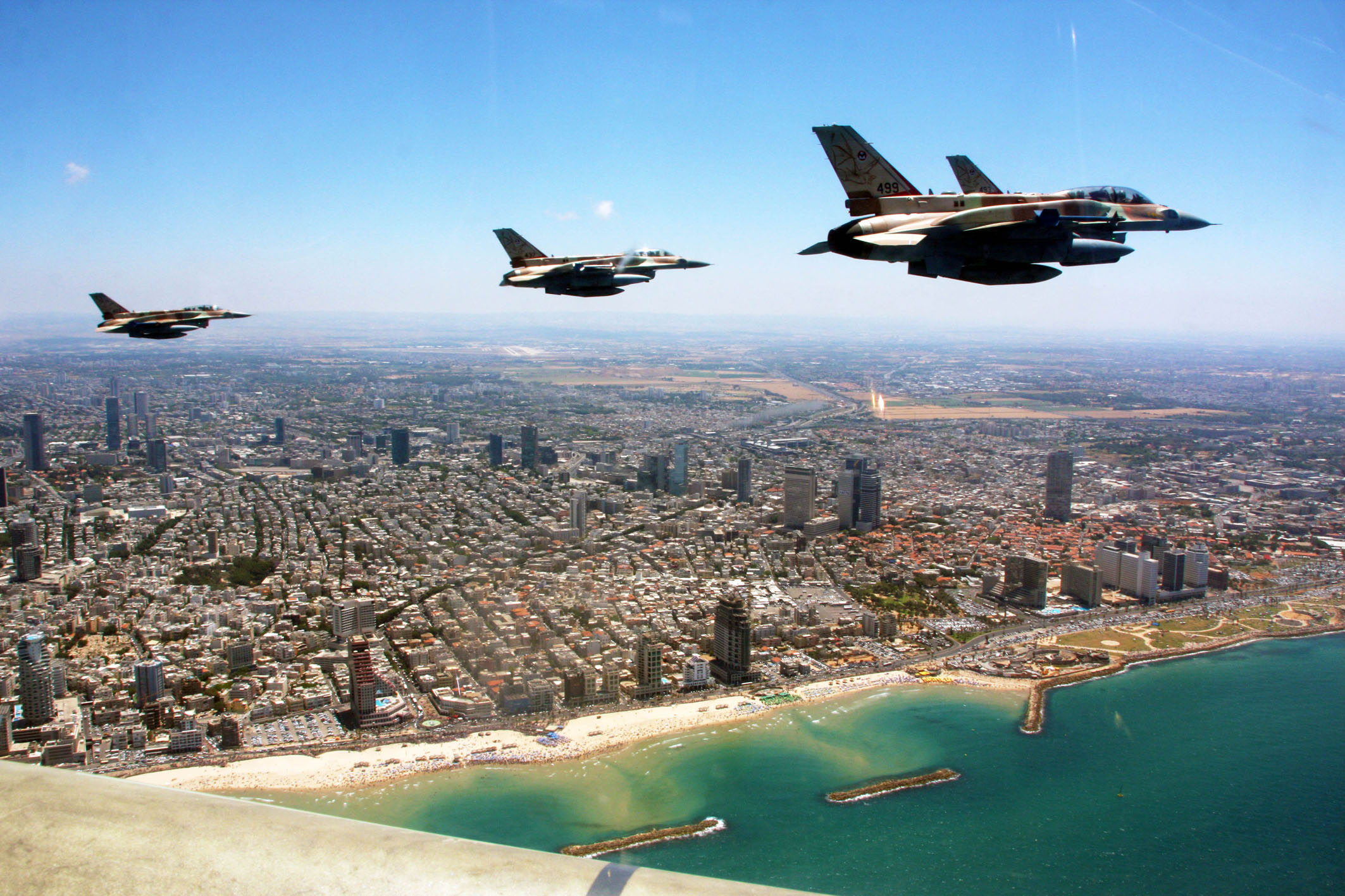
Ceremonia de sobrevuelo de la Fuerza Aérea Israelí en el Día de la Independencia de Israel, 2011.

### Víspera del Día de la Independencia
El Día de los Caídos, o Yom Hazikarón, termina al atardecer, y es seguido inmediatamente por el inicio del Día de la Independencia, dado que en el sistema del calendario hebreo, los días terminan y comienzan al atardecer. Una ceremonia oficial se lleva a cabo cada año en el Monte Herzl, Jerusalén en la noche del Día de la Independencia. La ceremonia incluye un discurso del presidente de la Knéset (Parlamento israelí), actuaciones artísticas, una Bandera de Israel, formando estructuras elaboradas (como una Menorá, Magen David) y el encendido ceremonial de doce antorchas, una para cada una de las Tribus de Israel. Cada año, una docena de ciudadanos israelíes, que hicieron una contribución social significativa en un área seleccionada, son invitados a encender las antorchas. Muchas ciudades celebran actuaciones al aire libre en las plazas de las ciudades con los principales cantantes israelíes y espectáculos de fuegos artificiales. Las calles alrededor de las plazas están cerradas a los automóviles, lo que permite a la gente cantar y bailar en las calles.

### Día de la Independencia

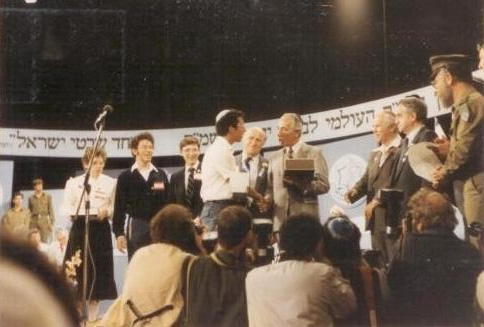
Concurso Internacional de la Biblia, 1985.

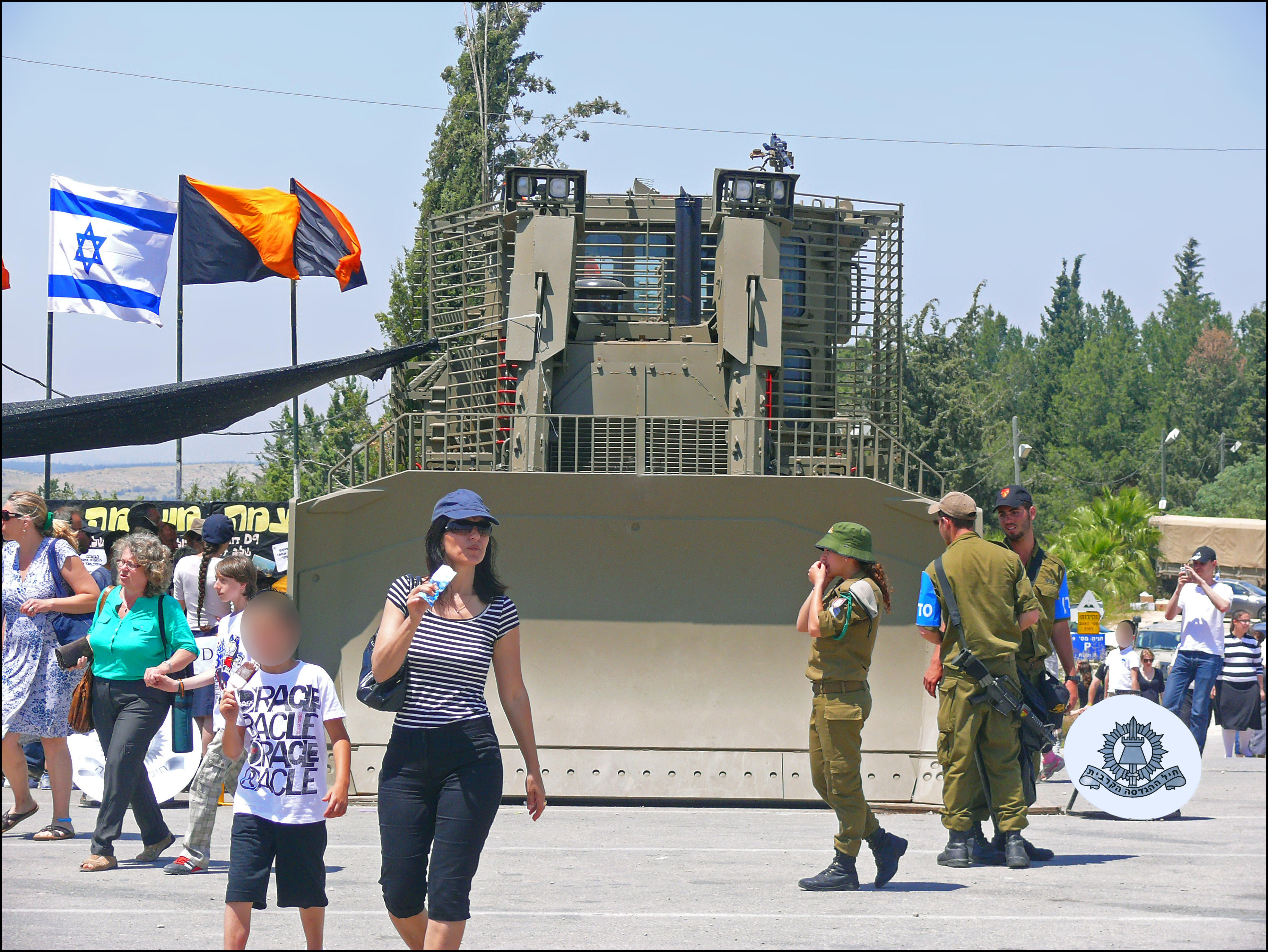
Visitantes alrededor de un Caterpillar FDI 9 en la exposición de las Fuerzas de Defensa de Israel en Yad La-Shiryon, Día de la Independencia, 2012.

- Recepción del Presidente de Israel por honrar la excelencia en 120 soldados de las FDI. El evento tiene lugar en la residencia oficial del Presidente en la capital de Israel, Jerusalén;
- Concurso Internacional de la Biblia en Jerusalén;
- Ceremonia del Premio Israel en Jerusalén;
- Las Fuerzas de Defensa de Israel abren algunas de sus bases al público;
- Festival de la Canción Israelí.
- De 1948 a 1973 se celebró el desfile de las Fuerzas de Defensa de Israel en este día.

Las familias israelíes tradicionalmente celebran con picnics y barbacoas. Los balcones están decorados con banderas israelíes, y pequeñas banderas están unidas a las ventanas de los automóviles. Algunos dejan las banderas izadas hasta después de Yom Yerushalayim. Los canales de televisión israelíes transmiten los eventos oficiales en vivo, y se muestran películas y sketches israelíes clásicos de culto.

### Costumbres religiosas

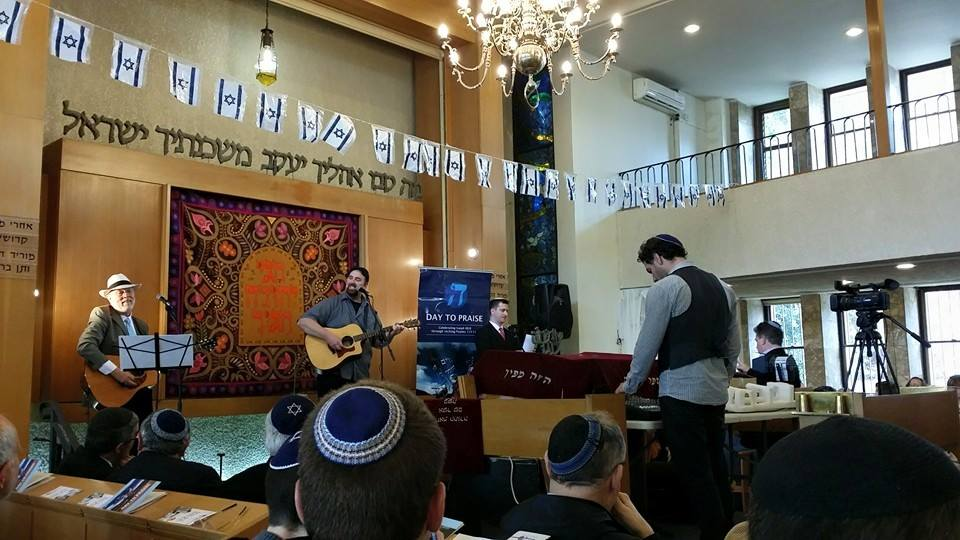
El evento central del Yom Hallel (Día de la alabanza) en la sinagoga "HaZvi Israel" en Jerusalén, Israel, el 23 de abril de 2015.

En respuesta al sentimiento público generalizado, el Gran Rabinato de Israel decidió durante 1950-51 que el Día de la Independencia debería recibir el estatus de una fiesta judía menor en la que se recitara el Hallel (alabanza). Su decisión de que se recitara (sin una bendición) dio lugar a una amarga disputa pública, entre el partido político Agudat Israel rechazando la noción de imbuir el día con cualquier significado religioso, y los sionistas religiosos creyendo que la bendición debería ser obligatoria.
El Rabinato también dictaminó que eran "incapaces de sancionar la música instrumental y las danzas en este día que ocurre durante el período Sefirat Ha'omer (cuenta del Omer). La recitación de la bendición sobre Hallel fue introducida en 1973 por el Gran Rabino israelí Shlomo Goren. La innovación fue fuertemente denunciada por su homólogo sefardí, el rabino Ovadia Yosef y por el rabino Joseph B. Soloveitchik, líder del judaísmo ortodoxo moderno en América.
El movimiento sionista religioso creó una liturgia para la fiesta que a veces incluye la recitación de algunos salmos y la lectura de la Haftará de Isaías 10:32-12:6, que también se lee en el último día de Pésaj en la Diáspora, en la mañana de las fiestas. Otros cambios en las oraciones diarias incluyen recitar Hallel, decir el Pesukei D'Zimrah del Shabat (la misma práctica que se observa casi universalmente en Hoshaná Rabá), y/o soplar el Shofar. 
El rabino Joseph Soloveitchik cuestionó el imperativo halájico al canonizar estos cambios (no está claro cuál era su práctica personal con respecto al recital de Hallel). En cualquier caso, la mayoría de sus alumnos recitan Hallel sin las bendiciones. Varias autoridades han promovido la inclusión de una versión de Al Hanisim (para los milagros...) en la oración de Amidah. 
El Judaísmo conservador leyó la porción de la Torá de Deuteronomio 7:12–8:18, e incluyó una versión de Al Hanisim.  El Judaísmo reformista sugiere la inclusión de Ya'aleh V'yavo en la oración de Amidah.
En 2015, el rabino Shlomo Riskin de Efrat fundó Yom Hallel, una iniciativa global que llama a los cristianos de todo el mundo a unirse para recitar el Hallel (Salmos 113-118), con el pueblo judío, en el Día de la Independencia de Israel. 

## Afiches y sellos
En preparación para las celebraciones, entre 1949 y 2017 se produjo anualmente un afiche del Día de la Independencia. El cartel fue producido por la Sede de Información del Ministerio de Educación de Israel, que organizó concursos entre diseñadores para este propósito. El cartel contenía una pintura simbólica, que reflejaba la alegría de la fiesta o uno de los valores del Estado de Israel, y una inscripción que indicaba el año en que se produjo el cartel.
| |  |  |
| Exposición de afiches del Día de la Independencia de Israel, en conmemoración del 60 aniversario. Aeropuerto Internacional Ben Gurión, Tel Aviv, 2018 |  |  |

Los sellos alegóricos al Día de la Independencia son una serie de estampillas emitidas por el Servicio Filatélico de Israel previo al Yom Ha'atzmaut. De 1950 a 1973 fue emitida anualmente una serie, y en los años siguientes la serie se emitió solo una vez cada pocos años, generalmente uno por década.
| 1950 |
| Inscripción: «"...con mano fuerte, y con brazo extendido, y con gran espanto..."» Deuteronomio, 26:8 1950 |

| 1955                                                                                       |
| Inscripción: Yom Ha'atzmaut "Yom Hazikaron" "A los combatientes por la independencia" 1955 |

| 1956                                                                                       |
| Inscripción: Yom Ha'atzmaut "Yom Hazikaron" "A los combatientes por la independencia" 1956 |

| 1957                                                                                       |
| Inscripción: Yom Ha'atzmaut "Yom Hazikaron" "A los combatientes por la independencia" 1957 |

| 1958                                                                                              |
| Inscripción: Década Yom Ha'atzmaut "Yom Hazikaron" "A los combatientes por la independencia" 1958 |

| 1962                                                                   |
| Inscripción: Yom Ha'atzmaut Yom Hazikaron A los caídos de las FDI 1962 |

| 1965                                                                                              |
| Inscripción: Acueducto Nacional de Agua Yom Ha'atzmaut Yom Hazikaron A los caídos de las FDI 1965 |

| 1968                                      |
| Inscripción: Vigésimo Yom Ha'atzmaut 1968 |

| 1971                                                     |
| Inscripción: Jerusalem ירושלים Puertas de Jerusalem 1971 |

## Fechas próximas del Yom Ha'atzmaut

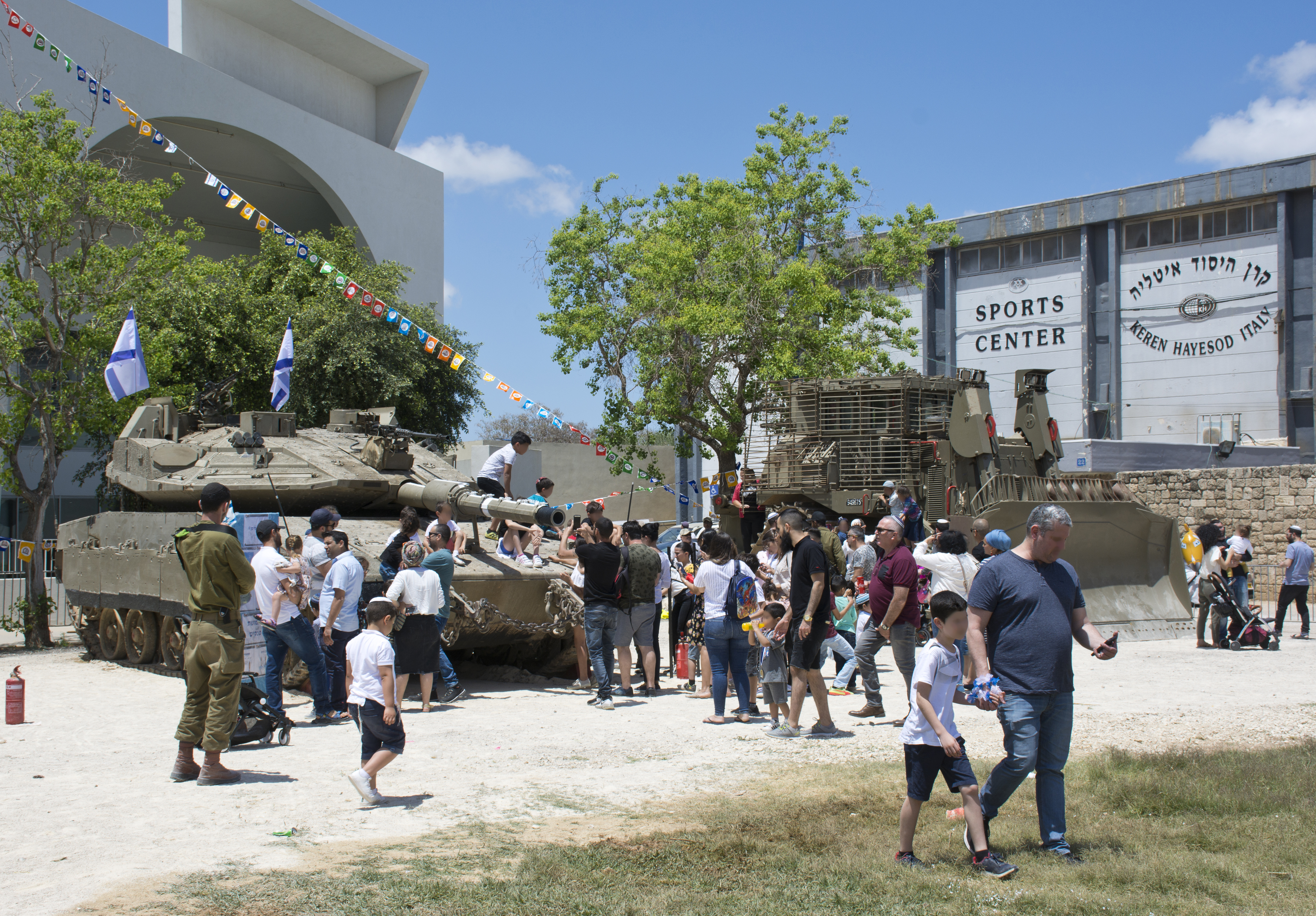
Familias celebrando en la feria de las Fuerzas de Defensa de Israel en Sderot, 2019.

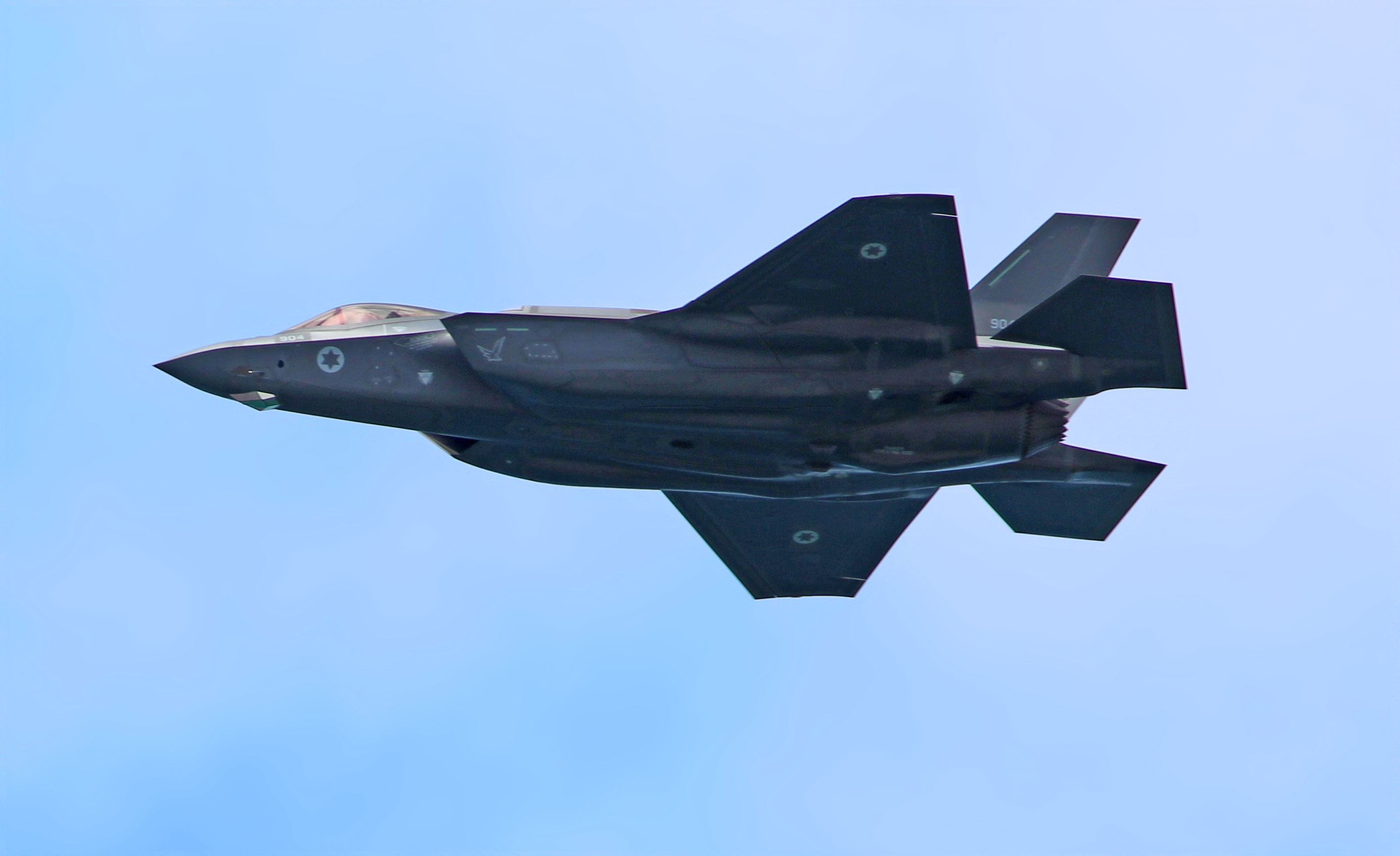
Exhibición aérea del F-35I Adir de las Fuerza Aérea Israelí en el día de la independencia de 2019.

El Día de la Independencia está designado para ser el 5º día de Iyar (ה' באייר) en el calendario hebreo, el aniversario del día en que se proclamó la independencia israelí, cuando David Ben-Gurión leyó públicamente la Declaración de independencia de Israel. La fecha gregoriana correspondiente fue el 14 de mayo de 1948.
Sin embargo, hoy en día el Día de la Independencia rara vez se celebra el 5 de Iyar, y en la mayoría de los años se avanza o retrocede uno o dos días. De acuerdo con las reglas del calendario judío explicadas en Días de la semana en el calendario hebreo, el 5 de Iyar puede caer en un lunes, un miércoles, un viernes o un sábado. Para evitar la profanación del Shabat, se decidió en 1951 que si el 5 de Iyar cae en viernes o sábado, las celebraciones se trasladarían al jueves anterior (3 o 4 de Iyar). Además, desde 2004, si el 5 de Iyar es un lunes, el festival se pospone al martes (6 de Iyar). El lunes se evita para evitar una posible violación de las leyes del sábado al prepararse para Yom Hazikarón (que un día antes del Día de la Independencia) en un Shabat. Como resultado, el Día de la Independencia cae entre las 3 y las 6 de Iyar, y puede ser un martes, miércoles o jueves. En realidad, solo será el 5 de Iyar cuando esta fecha sea un miércoles.
Fechas gregorianas para el Día de la Independencia próximas
- Puesta del sol del 25 de abril de 2023 – anochecer del 26 de abril de 2023
- Puesta del sol del 13 de mayo de 2024 – anochecer del 14 de mayo de 2024
- Puesta del sol del 30 de abril de 2025 – anochecer del 1 de mayo de 2025
- Puesta del sol del 21 de abril de 2026 – anochecer del 22 de abril de 2026
- Puesta del sol del 11 de mayo de 2027 – anochecer del 12 de mayo de 2027